# Colbitz-Letzlinger Heide
Koordinaten: 52° 26′ 0″ N, 11° 34′ 0″ O

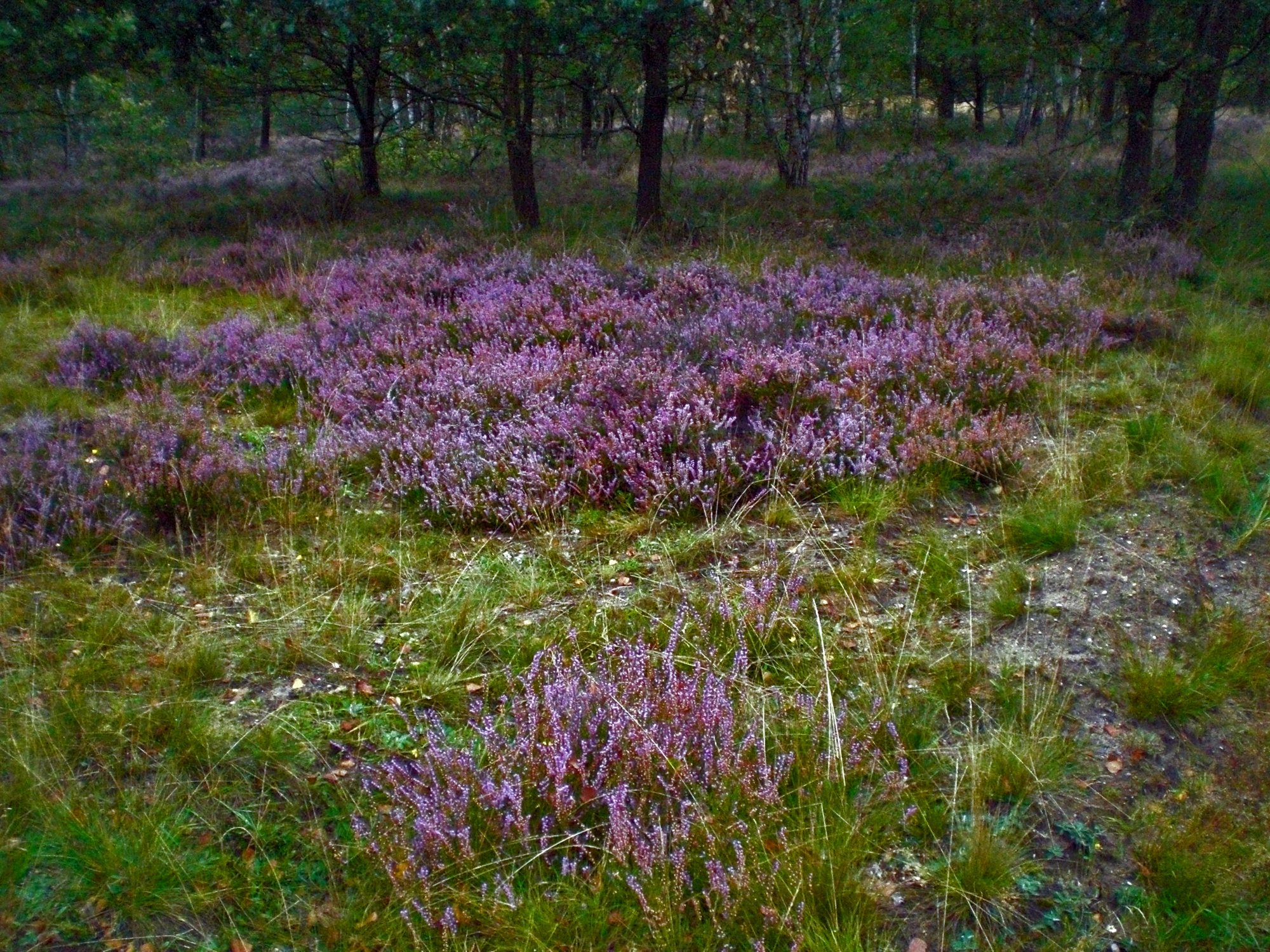
Heidekraut in der Colbitz-Letzlinger Heide

Die Colbitz-Letzlinger Heide ist ein großes Wald- und Heidegebiet im Übergangsbereich der Regionen Altmark und Elbe-Börde-Heide in Sachsen-Anhalt nördlich von Magdeburg. Das Gebiet ist Bestandteil der naturräumlichen Haupteinheitengruppe Wendland und Altmark, während es nach der Landschaftsgliederung von Sachsen-Anhalt zu den „Altmarkheiden“ gehört.
Die Bezeichnung Colbitz-Letzlinger Heide kennzeichnet in der ursprünglichen Bedeutung nur das große Territorium des ehemaligen königlich-preußischen Forst- und Jagdgebietes, zwischen den Städten Gardelegen, Tangerhütte und Haldensleben, mit einer Fläche von ca. 340 Quadratkilometern. Im allgemeinen Sprachgebrauch wird jedoch heute häufig das gesamte waldreiche Gebiet dieser Region der Altmark, mit über 450 Quadratkilometern, als Colbitz-Letzlinger Heide bezeichnet. Dazu würden dann aber auch die vielen privat bewirtschafteten Bauernwälder, die ehemals großen Guts- und kommunalen Wälder in diesem Territorium gehören, wie z. B. die Zienauer Heide, der Weteritzer Forst oder der Hospitalforst bei Gardelegen.
Politisch-administrativ gehört die Heide zum Altmarkkreis Salzwedel, zum Landkreis Stendal sowie zum Landkreis Börde.

## Geografie
Die Colbitz-Letzlinger Heide ist, neben dem Naturschutzgebiet Lüneburger Heide, eines der größten zusammenhängenden Heidegebiete Mitteleuropas. Sie ist das größte unbewohnte Gebiet Deutschlands und erstreckt sich von der Altmark im Norden bis zu Ohre und Mittellandkanal im Süden, nahe der Landeshauptstadt Magdeburg. Die Städte und Gemeinden Gardelegen, Uchtspringe, Tangerhütte, Wolmirstedt, Haldensleben und die namengebenden Orte Colbitz und Letzlingen liegen am Rand der Heide. Für mehrere Jahrzehnte war auf 40 Kilometern Länge (von Uchtspringe bis Haldensleben) eine Ost-West-Querung der Colbitz-Letzlinger Heide unmöglich. Seit 2004 ist eine Querverbindung (K 1142) von Colbitz (an der A 14) nach Hütten (an der B 71) für den Straßenverkehr freigegeben, was die bisherigen Umwege etwas verkürzt. Die Colbitz-Letzlinger Heide gilt als die größte nicht landwirtschaftlich genutzte Freifläche Deutschlands. Ihr Bodenversiegelungsgrad ist äußerst gering, und somit herrscht ein natürliches Wasserregime vor.
Höchste Erhebung ist mit 139,4 Metern über NN der Zackelberg.

## Flora und Fauna

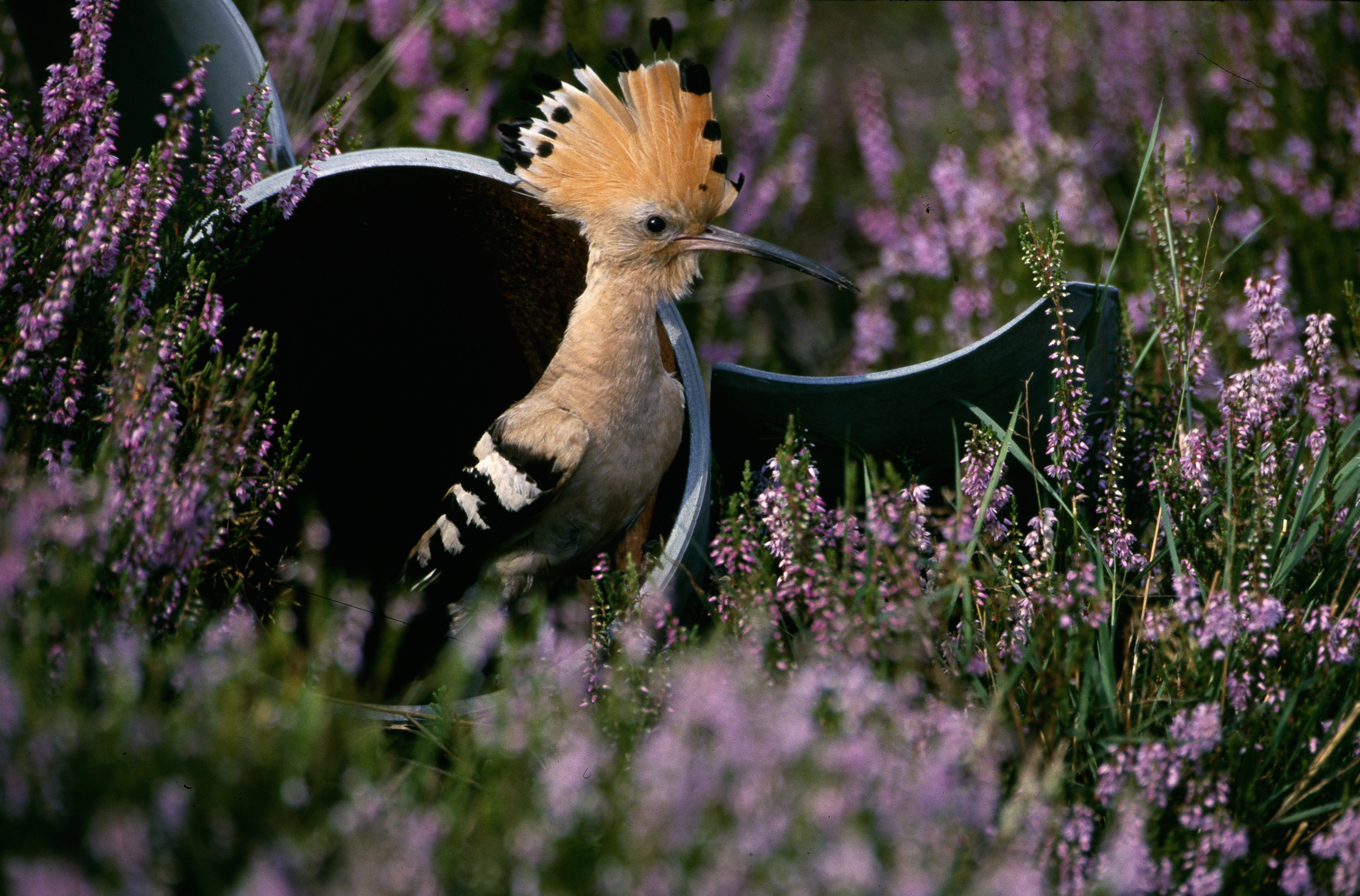
Ein Wiedehopf in der Colbitz-Letzlinger Heide vor einer Rakete, die ihm als Bruthöhle dient

In der Colbitz-Letzlinger Heide gibt es noch große Gebiete mit einer naturnahen Naturausstattung. Im Mai blüht auf weiten Flächen Besenginster, im Spätsommer prägt blühende Besenheide die überwiegend waldfreie Offenlandschaft. Im bewaldeten Randbereich dominieren ausgedehnte Kiefernforsten, aber auch lockere Mischwälder mit Birken, Hainbuchen und bis zu 600-jährigen Eichen. Hier befindet sich auch das Naturschutzgebiet Colbitzer Lindenwald – mit einer Größe von 188,7 ha der größte geschlossene Lindenwald Europas. Im nördlichen Randbereich liegt das Naturschutzgebiet Jävenitzer Moor, ein typisches Hochmoor mit Vorkommen von Rundblättrigem Sonnentau, Glockenheide und Sumpfporst. Ebenfalls im nördlichen Randbereich sind größere Waldbereiche der Colbitz-Letzlinger Heide auch Bestandteil des 5300 ha großen Landschaftsschutzgebietes Gardelegen-Letzlinger Forst.
Die lockeren Wald- und Offenbereiche des Gebietes sind Lebensraum für Wiedehopf, Ziegenmelker, Baumfalke, Wildkatze, Wolf, Eremit (Käfer), Heldbock, Hirschkäfer, Schlingnatter, mehrere sehr gefährdete Fledermausarten und viele andere Tierarten. Die Population des Birkhuhns gilt seit Ende der 1990er Jahre als erloschen. Nahezu die gesamte innere Fläche der Colbitz-Letzlinger Heide unterliegt mit über 19.000 ha dem europäischen Natura-2000-Schutzgebietssystem und wird mit Hilfe von Managementplänen landschaftspflegerisch erhalten.
Die Colbitz-Letzlinger Heide ist bekannt für ihren Reichtum an Speisepilzen. In den Gebieten am Ostrand der Heide – in den Quellbächen des Tanger – sind  Forellen zurückgekehrt. Zwischen Dolle und Tangerhütte ist auch der Biber heimisch.

## Geschichte und Nutzung der Landschaft

### Jagd und Forst

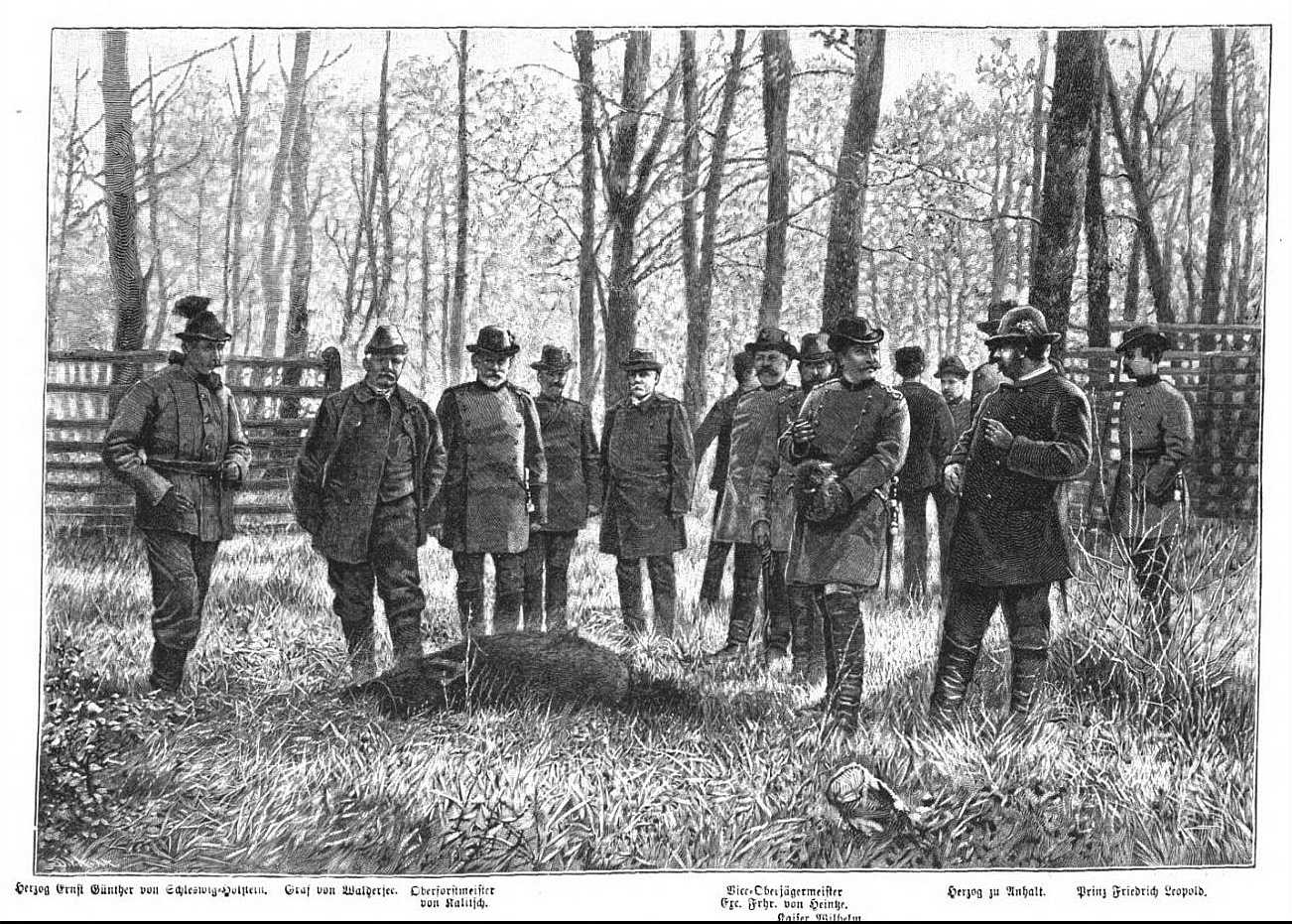
Oberforstmeister Kalitsch mit Kaiser Wilhelm I. 1885

Um das Jahr 1000 wurde das Gebiet noch von Wenden bewohnt. Darauf ging der einstige Name Wendenheide zurück. Später gehörten Teilgebiete zum Zisterzienser-Kloster Neuendorf, und das Gebiet ging als Garlebische, Gardeleber oder Gardelegener Heide in die Geschichte ein. Nachdem die meisten der vorhandenen Siedlungen im 14. Jahrhundert und später nach dem Dreißigjährigen Krieg aufgegeben waren, wurden die riesigen überwiegend mit Eichen, aber auch Linden, Hainbuchen, Birken, Ebereschen und Kiefern bestockten Wald- und Offenflächen zur Jagd durch die Grundherren, aber auch als Waldweide (Hudewald) für die angrenzenden Bauerndörfer genutzt. Auf diese Nutzungsarten gehen noch die Restbestände der alten, sogenannten Hudeeichen zurück.

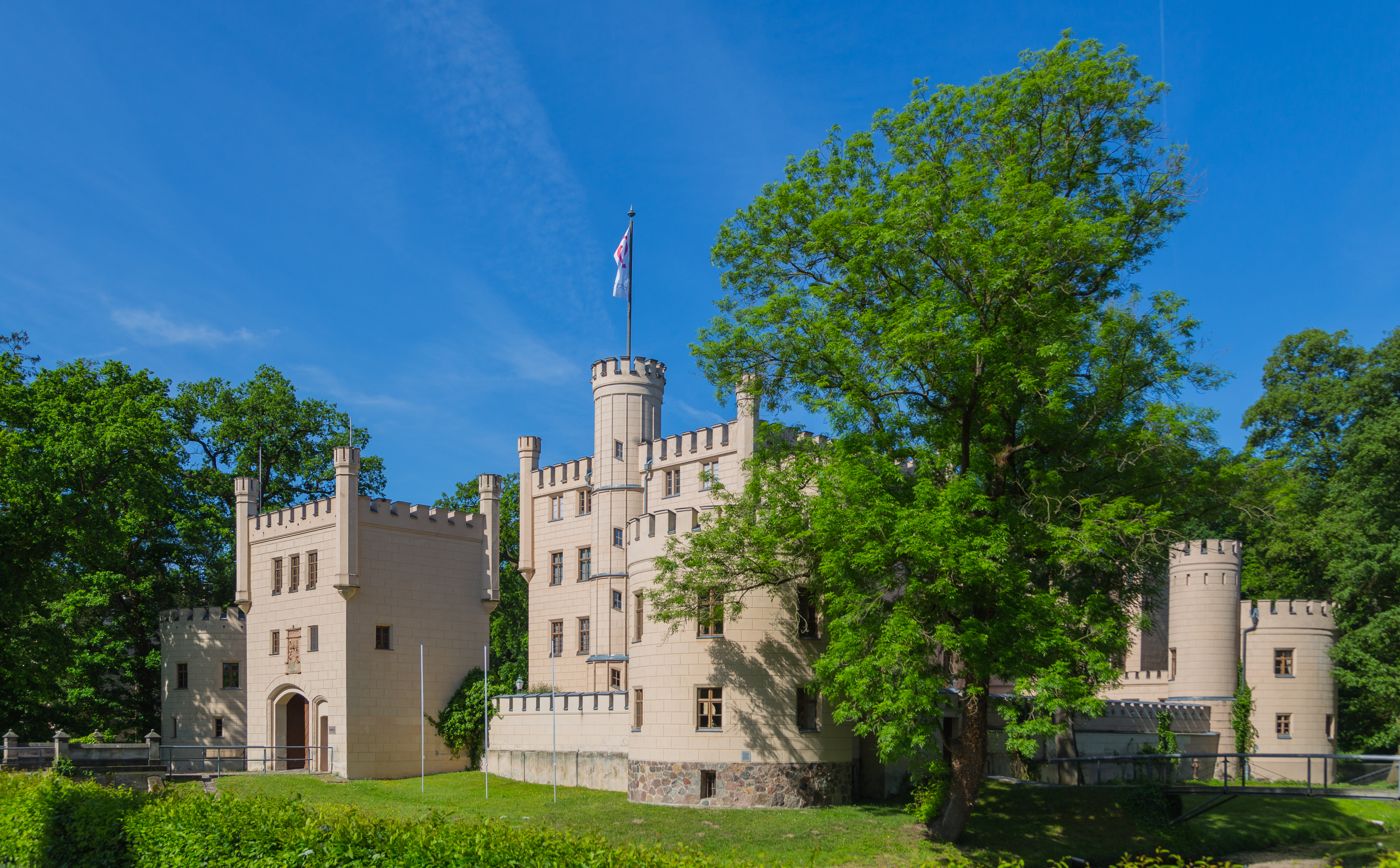
„Die Hirschburg“ – Jagdschloss in Letzlingen. Heute Museum und Hotel.

Die wildreichen Wälder sind seit Jahrhunderten, als Markgrafenheide bezeichnet, ein beliebtes Jagdgebiet der brandenburgischen Markgrafen und Kurfürsten gewesen. Ursprünglich ging die Jagd, bis zum Bau des ersten Jagdschlosses in Letzlingen, von der Burg Tangermünde aus. Der Gesamtbesitz für den brandenburgischen Hof erweiterte sich dann später schrittweise aus verschiedenen Besitzungen, so des Klosters Neuendorf (Klosterheide), des Erzbistums Magdeburg (Bischofsheide), der Familie von Bismarck (Forst Burgstall). Das gesamte Wald- und Jagdgebiet wurde ursprünglich durch je einen sogenannten „Heidereiter“ in Letzlingen und Colbitz verwaltet, woraus der Name Colbitz-Letzlinger-Heide entstand. Im 19. Jahrhundert wurde die gesamte Verwaltung nach Letzlingen verlegt und der Name Letzlinger Heide ersetzte nun den bis dahin und heute wieder verwendeten Doppelnamen.
1559 entstand ein erstes Jagdschloss in Letzlingen und ab 1843 wurde daraus das heutige repräsentative Jagdschloss im neugotischen Tudorstil, die „Hirschburg“ genannt. Dazu kam auch 1861 eine neugotische Schlosskirche. In Letzlingen fanden nun bis zum Ende der Monarchie die regelmäßigen und großen Hofjagden des preußischen Königs- und Kaiserhauses statt. Dazu wurden auch etwa 16.000 ha des Gebietes eingegattert. Der höchste Wildbestand wurde vor dem Ersten Weltkrieg erreicht und wird mit 600 Stück Rotwild und 4700 Stück Damwild angegeben. Im 19. Jahrhundert hatte die königliche Colbitz-Letzlinger Heide den Ruf, eines der wildreichsten Jagdgebietes in Mitteleuropa zu sein. Bei einer Wildbestandszählung 1913 wurden 600 Stück Rotwild, 4700 Stück Damwild und 800 Stück Schwarzwild ermittelt. Die letzte Hofjagd des Kaisers mit zahlreichen Ehrengästen erfolgte 1912. Hierbei „erlegte“ der Kaiser nach alten Quellen allein 107 Stück Wild.
Ab dem 19. Jahrhundert begannen die großflächigen Aufforstungen, der zu dieser Zeit schon weitgehend lichten Eichenwälder, mit Kiefern.

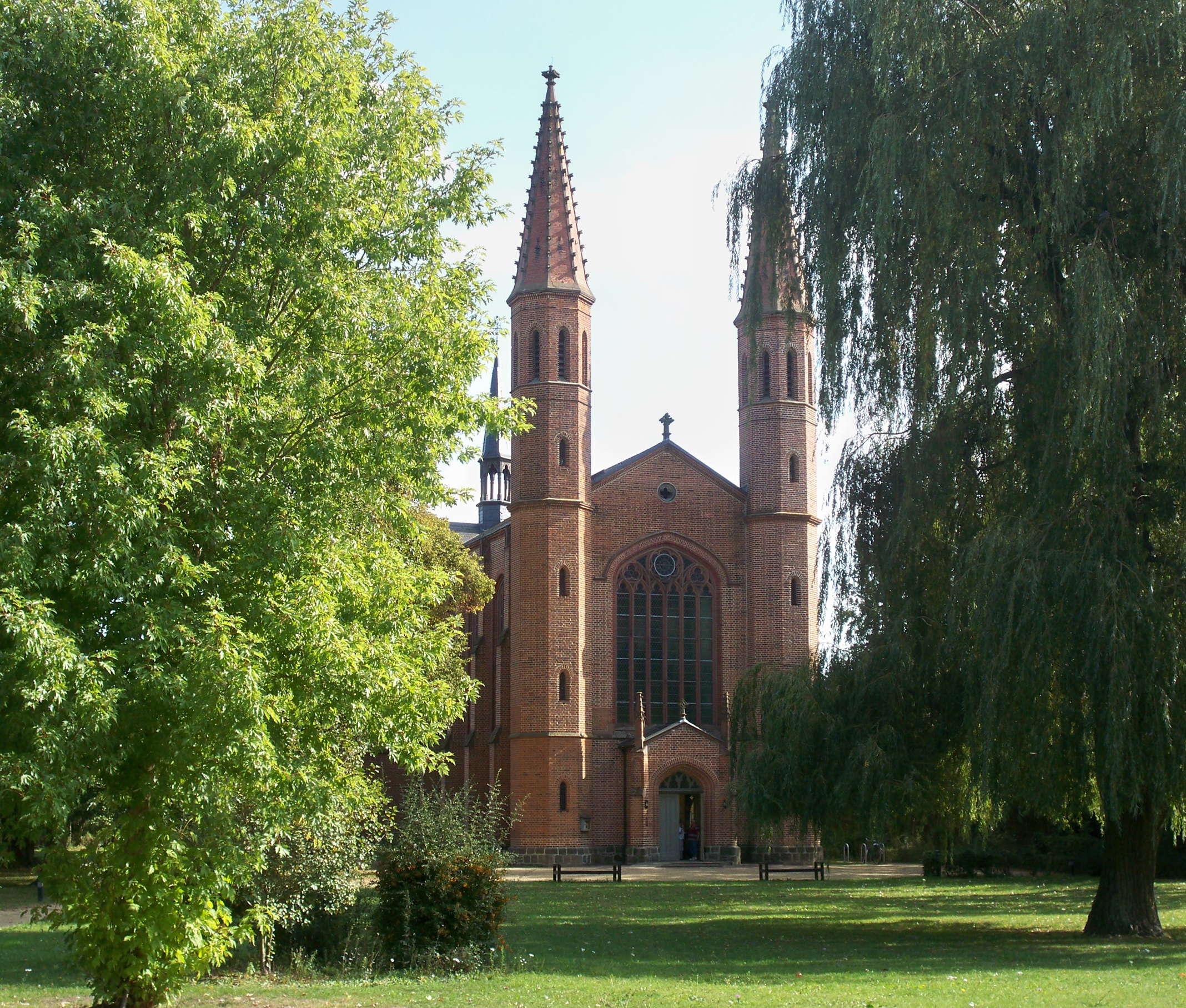
Letzlingen Schlosskirche

Um 1843 wurde auch die Straße von Gardelegen, quer durch die königliche Heide nach Dolle und Magdeburg gebaut, Sie wurde als preußische Staatschaussee Nr. 86 und später als R 71 (B 71) bezeichnet und war die erste befestigte Kunststraße (Chaussee) der Region. Etwas später, um 1860 kam die heutige B 189 von Stendal nach Magdeburg, als preußische Staatschaussee 86a bezeichnet, ebenfalls quer durch die königlichen Wälder dazu.

### Militärische Nutzung

#### Deutsche Wehrmacht in der Zeit des Nationalsozialismus
Nach dem Ende der Monarchie ging das gesamte Gebiet aus der Krongutsverwaltung des preußischen Hofes als Staatsdomäne in Staatseigentum, zur weiteren forstlichen und jagdlichen Nutzung, über.
Eine militärische Erschließung der Heide für das Heer im Rahmen der Aufrüstung der Wehrmacht begann 1935 in der Zeit des Nationalsozialismus. Das inmitten des Gebietes befindliche Dorf Salchau und die Siedlungen Schnöggersburg und Paxförde, im Randgebiet, wurden abgerissen. Ein fast 30 km langer und 700 m breiter Waldstreifen für die Schießbahn der Heeresversuchsanstalt Hillersleben und Waldflächen für weitere Versuchsplätze, mit insgesamt etwa 2.500 ha, wurden gerodet. Die alte Reichsstraße 71, ab Barriere Zienau bei Gardelegen bis nach Dolle quer durch die Heide, wurde jetzt zeitweise, während des Schießens gesperrt.
Das Areal diente bis 1945 insbesondere der Entwicklung und Erprobung von Artilleriewaffen. Unter anderem wurde das größte jemals eingesetzte Geschütz Dora dort getestet, wofür sich die Länge der Schießbahn besonders eignete. In dieser Zeit wurde das Schieß- und Erprobungsgelände auch stark mit Blindgängern und Munitionsresten aller Kaliber belastet. Diese sind heute zum Teil recht schwierig zu entsorgen, da es sich um Versuchsserien handelte, für die es kaum noch Unterlagen gab.
Im Frühjahr 1945 trieben bewaffnete SS-, Wehrmachts- und Volkssturmeinheiten mehrere Hundert Häftlinge aus dem KZ Mittelbau-Dora vom Letzlinger Bahnhof in Gruppen auf Todesmärsche zu Fuß quer durch die Colbitz-Letzlinger Heide in Richtung Burgstall. Zahlreiche von ihnen wurden entlang der Wegstrecken ermordet, anonym verscharrt und erst mehrere Jahre nach Kriegsende exhumiert und würdig bestattet, u. a. auf einer Sammelgrabstätte in Dolle. An sie erinnert heute das Todesmarschdenkmal Dolle am östlichen Rand der Heide. Diese nationalsozialistischen Endphaseverbrechen unter militärischer Beteiligung standen im Zusammenhang mit dem Massaker von Gardelegen.

#### Sowjetarmee während der DDR-Zeit
Von 1946 bis 1949 kam es in den Wäldern der Heide zu großflächigen Abholzungen für Reparationszwecke. Größere Waldbereiche waren auch durch Brand und Schädlingsbefall vernichtet worden. Alles wurde aber in den Folgejahren von den zuständigen Oberförstereien erfolgreich wieder mit Kiefern aufgeforstet.

Truppenübungsplatz Altmark in den heutigen Grenzen.

Ab Juli 1945 und bis 1994 wurde die Colbitz-Letzlinger Heide von sowjetischen bzw. GUS-Truppen als Truppenübungsplatz Polygon Magdeburg besetzt. 1947 wurde die F 71, als wichtige Verbindungsstraße quer durch die Heide nach Magdeburg, dann für alle Zeiten gesperrt.
Während der Nutzung durch die Sowjetarmee wurden die waldfreien Flächen im Inneren des Platzes durch Kahlschlag und häufige Brände ständig vergrößert. Es entstand das heute vorherrschende Bild einer riesigen Offenlandschaft mit einem lockeren Baumbestand in den Randbereichen. Allein im Jahre 1947 brannten 3550 ha ab. Der größte Kahlschlag, bei dem auch viele mehrhundertjährige Eichen vernichtet wurden, erfolgte 1981 in einer für die Öffentlichkeit verheimlichten Großaktion. Vom Winter bis hinein ins Frühjahr wurde der Wald auf einer Fläche von etwa 800 ha vernichtet. Uralte Eichen, teilweise noch aus der mittelalterlichen Bewaldung stammend, für die es damals keine Verwendung gab, liegen heute noch vermodert im benachbarten Wald. Insgesamt wurde, während der sowjetisch genutzten Zeit, der Wald auf einer Fläche von 14.000 ha durch Brände und Abholzung vernichtet.
Erste Forstbeamte der Bundesforstverwaltung, die das Gebiet noch vor Abzug der nun GUS-Truppen besuchen konnten, verglichen das Innere des Truppenübungsplatz mit einer baumlosen Mondlandschaft. Die sowjetischen Truppen haben auch bei ihrem Abzug 1994, nach fast 50 Jahren ihrer Anwesenheit, ungeheure Mengen an Munitionsresten und scharfer Munition aller Kaliber im Boden hinterlassen.
Für die Bevölkerung in den angrenzen Gemeinden war die militärische Nutzung des Truppenübungsplatzes, aber auch der Wälder in den Randbereichen als Bereitstellungsräume für wochenlange Manöver und die ständigen Transportkolonnen auf allen öffentlichen Straßen, eine große Belastung, Auch von direktem Einschlag fehlgeleiteter Granaten in Letzlingen, Dolle und anderen Siedlungen wird berichtet. Wilderei durch sowjetisches Militär stand bis zuletzt auf der Tagesordnung. Viele Gebiete wurden mit der Zeit wildfrei.
Auf dem Truppenübungsplatz und in den angrenzenden Randlagen entstanden, neben der vorhandenen Garnison Hillersleben, weitere größere Garnisonsstandorte, wie Neu-Planken, Staats oder Mahlwinkel. Teile der 3. Armee mit Panzer- und Artilleriebrigaden waren hier stationiert. Am Standort Born befand sich eine Raketenbrigade, die unter anderem mit 9K79-„Totschka“-Kurzstreckenraketen (SS-21 Scarab) ausgerüstet war. Im Ernstfall hätten diese Raketen auch mit Atomsprengköpfen ausgestattet werden können.
Bei dem Großmanöver Waffenbrüderschaft im Jahre 1980 wirkten hier Militärverbände verschiedener Mitgliedsstaaten des Warschauer Paktes zusammen. Als Gast beobachtete auch Erich Honecker den Manöververlauf von den extra errichteten Feldherrenhügeln.

#### Bundeswehr im vereinten Deutschland

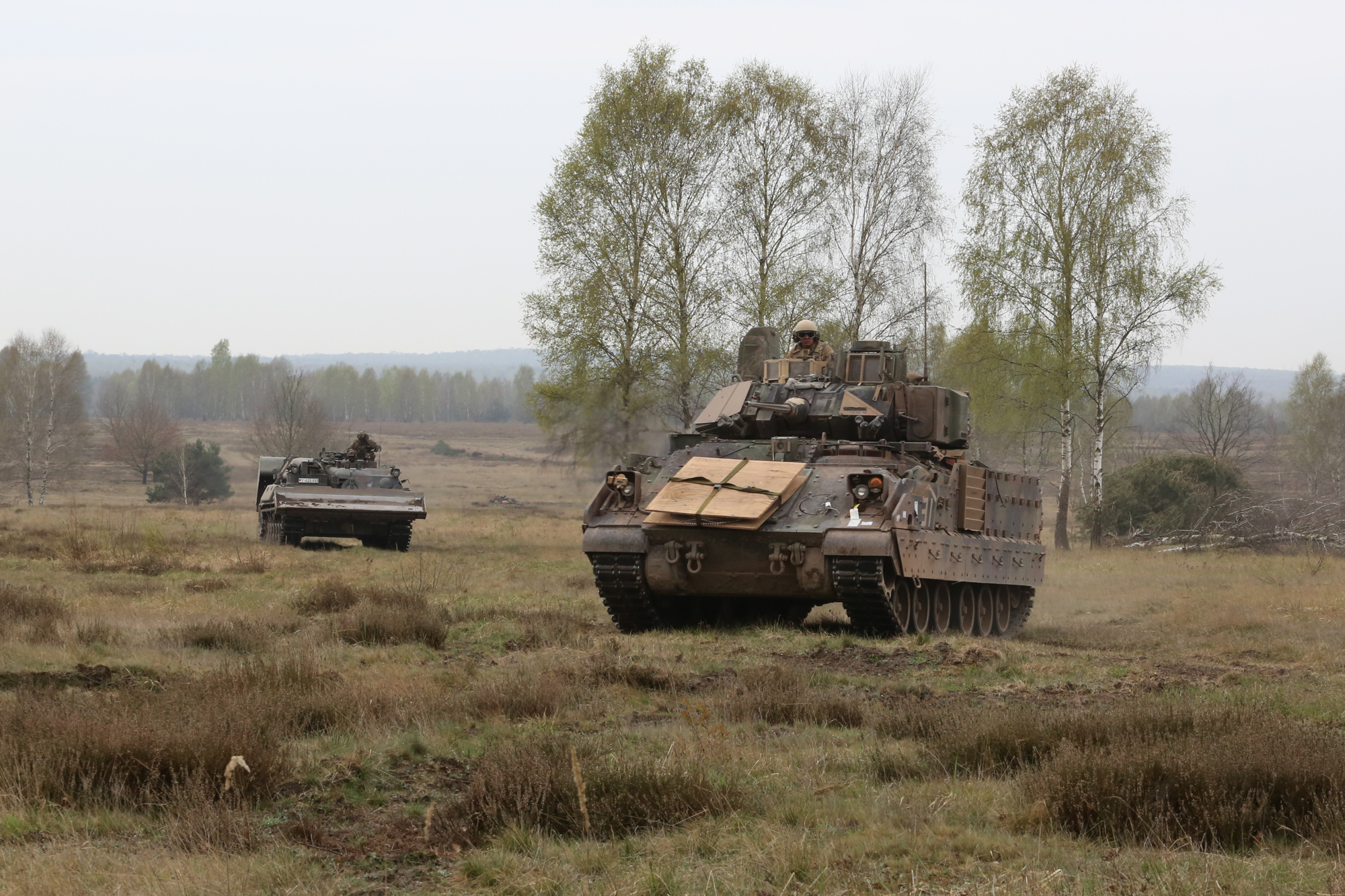
Eine gemeinsame Übung deutscher und US-amerikanischer Streitkräfte in der Colbitz-Letzlinger Heide (2015)

Seit dem Abzug der letzten russischen Truppen im Jahr 1994 nutzt die Bundeswehr ein 232 Quadratkilometern großes Gelände als Truppenübungsplatz Altmark. Die Zuständigkeit für die Waldbewirtschaftung liegt heute beim Bundesforstbetrieb Nördliches Sachsen-Anhalt. Als erstes erfolgte im Inneren des Platzes eine großräumige Munitionsberäumung, die bis heute nicht völlig abgeschlossen werden konnte. Hauptstandorte für die militärische Ausbildung, auch ausländischer Kontingente, sind heute in Letzlingen und Planken. Das heutige Konzept, im Gefechtsübungszentrum Heer, sieht eine simulationsgestützte Ausbildung vor. Es muss nicht mehr scharf geschossen werden, sondern alle Kampfhandlungen können mit elektronischer Hilfe ausgeführt und ausgewertet werden.
Der Platz dient unter anderem der Übung der asymmetrischen Kriegsführung. Auf dem Truppenübungsplatz befindet sich die nachgebaute Stadtkulisse „Stullenstadt“. Von 2012 bis 2017 wurde eine größere Stadtkulisse „Schnöggersburg“ errichtet. Dieses Gelände ist Europas größtes „Übungszentrum für Aufruhrbekämpfung“. Die Geisterstadt hat auf einer Fläche von sechs Quadratkilometern mehr als 500 Gebäude, Industrieanlagen, Straßen und einen kleinen Flugplatz.
Die Bundeswehr ist gesetzlich zum Erhalt der, unter dem Schutz von NATURA 2000 stehenden, wertvollen Naturbereiche verpflichtet. Dazu gibt es eine Vereinbarung mit der Landesregierung und Verpflichtungen zur Umsetzung der Managementpläne.

### Touristische Nutzung
Eine touristische Nutzung findet nur in geringem Umfang in den Randbereichen, außerhalb der militärischen Sperrzonen statt. Touristische Aktivitäten gibt es z. B. in der Gemeinde Colbitz, insbesondere durch das Naturschutzgebiet Colbitzer Lindenwald. In Letzlingen sind besonders die alljährlichen Ausflüge und die nachgestellte Kaiserjagd durch den Heimatverein sowie die kulturellen Veranstaltungen im Jagdschloss und die Konzerte in der Schlosskirche überregional bekannt. Ein „Zweckverband Naturpark Colbitz-Letzlinger Heide“ bemühte sich viele Jahre um die Ausweisung der Randgebiete, außerhalb des militärisch genutzten Bereiches, als einen ca. 490 Quadratkilometer großen Naturpark. Damit wären bessere Voraussetzungen für eine größere naturbezogene touristischen Entwicklung des gesamten Gebietes entstanden. Die Naturparkausweisung scheiterte nach langjährigen Bemühungen jedoch an Skepsis und Widerstand beteiligter Gemeinden und der Zweckverband löste sich 2014 wieder auf.
Die Bürgerinitiative Offene Heide setzt sich seit 1994 zusammen mit Naturschutzverbänden für die touristische Nutzung der gesamten Colbitz-Letzlinger Heide und damit für einen Abzug der Bundeswehr ein. Mit dem 1997 geschlossenen Heidekompromiss sollte die südliche Hälfte bis 2006 in eine zivile Nutzung überführt werden. 2004 wurde diese Vereinbarung aber von der Landesregierung zugunsten einer ganzflächigen militärischen Nutzung verändert. Einzelne Wanderwege sind aber auch im gesperrten Gebiet zeitlich befristet begehbar.

### Trinkwassergewinnung
Die umfangreichen Grundwasservorräte, die mit sehr guter Qualität unter der Colbitz-Letzlinger Heide lagern, dienen seit über 90 Jahren dem Wasserwerk Colbitz als Grundlage für die öffentliche Trinkwasserversorgung der Landeshauptstadt Magdeburg und eines Teils von Sachsen-Anhalt. Das Vorkommen wurde deshalb als Vorranggebiet für die Wassergewinnung ausgewiesen.